# Natali i na vota
Natali i na vota è il sesto album del gruppo calabrese dei QuartAumentata uscito nel 2010.
L'album è una rielaborazione musicale di poesie, sonetti e canzoni della tradizione natalizia calabrese.

## Formazione
- Paolo Sofia - voce, armonica a bocca
- Salvatore Gullace - chitarra, bouzouki, mandolino
- Giuseppe Platani - basso, chitarra, cavaquinho
- Massimo Cusato - percussioni

### Altri musicisti
- Massimo Diano - organetto, lira calabrese
- Antonio Defiores - fisarmonica
- Francesco Loccisano - chitarra battente
- Domenico Corapi - frischiottu
- Peppe Stilo - zampogna, lira calabrese
- Federica Giordano - voce e cori
- Marinella Rodà - voce e cori
- Maria Giampaolo - voce e cori

### Produzione Album
- Arrangiamenti: Giuseppe Platani, Paolo Sofia
- Temi originali: Giuseppe Platani
- Riprese ed editing: Paolo Sofia
- Registrato presso: Associazione QuartAumentata
- Mixaggio & Mastering: Fortunato Serranò presso PFL Recording Studio di Reggio Calabria

## Tracce
1. Novena Prunellese – 3:24
2. Nta La Notti Si Setija – 3:36
3. Non Lu Vidisti A Gesuzzu Passari – 2:45
4. Ninna Nanna A Gesù Bambino – 3:10
5. Ora Veni Lu Pecuraru – 2:58
6. Allestitivi Cari Amici – 3:12
7. C'era Na Vota – 3:22
8. Bambinuzzu Gliocu Affora - Oh Mamma Mamma – 2:55
9. Sutta Un Pedi Di Nuciglia – 3:17
10. Bambinuzzu Meu Bellu – 2:43
11. Aspettati N'Anticchjeglia – 3:31
12. Filastrocca A Lu Bambinu Gesù – 2:56
13. Chiglia Notti Desiderata – 3:18
14. Cantando Bon Natali – 2:49
15. Bambinegliu Piccirigliu – 2:51
16. Bambinuzzu Caru – 2:37
17. Ciaramegghjaru – 3:03
18. A La Notti Di Natali – 3:14
19. Tu Scendi Dalle Stelle – 2:50
20. La Nascita Di Diu – 3:09